# لیزبرگ (تگزاس)
لیزبرگ (به انگلیسی: Leesburg) یک منطقهٔ مسکونی در ایالات متحده آمریکا است که در شهرستان کمپ، تگزاس واقع شده‌است. لیزبرگ ۱۲۱٫۰۱ متر بالاتر از سطح دریا واقع شده‌است.